# 宇都宮市立豊郷中央小学校
宇都宮市立豊郷中央小学校（うつのみやしりつとよさとちゅうおうしょうがっこう）は、栃木県宇都宮市関堀町にある公立の小学校である。

## 沿革
- 1873年（明治6年）5月 - 下川俣の光性寺を仮校舎として西光舎開校
- 1883年（明治16年）10月 - 民家を買い受けて新校舎とする
- 1885年（明治18年）3月 - 公立下川俣小学校と改称
- 1889年（明治22年）4月 -  豊郷第一尋常小学校と改称
- 1891年（明治24年） - 豊郷尋常高等小学校を併置し、豊郷尋常小学校と改称
- 1895年（明治28年）5月 - 竹林に 豊郷尋常高等小学校分校を設置
- 1900年（明治33年）4月 - 竹林分校独立し豊郷尋常小学校南校に。豊郷尋常小学校と改称
- 1901年（明治34年）1月 - 関堀に新校舎落成移転
- 1907年（明治40年）4月 - 海道新田に分教場設置（本校までの通学が困難な尋常4年生までは分教場で授業を受けることに[3]）
- 1917年（大正6年）3月 - 東側に校地拡張
- 1923年（大正12年）3月 - 校地を拡張し敷地2,663坪となる
- 1936年（昭和11年）9月 - 校旗樹立
- 1941年（昭和16年）4月 - 国民学校令により豊郷村立中央国民学校と改称
- 1947年（昭和22年）4月 - 豊郷村立豊郷中央小学校、同海道分校と改称
- 1954年（昭和29年）11月 - 豊郷村が宇都宮市に編入合併し宇都宮市立豊郷中央小学校及と改称
- 1985年（昭和60年）4月1日 - 海道分校が宇都宮市立海道小学校として分離独立

## クラブ活動
| 運動系 - 屋外スポーツクラブ - 屋内スポーツクラブ - 卓球クラブ - なわとび・陸上クラブ - ローラーブレードクラブ | 文化系 - アートクラブ - 生け花・茶道クラブ - 絵・イラストクラブ - 科学クラブ - 室内レククラブ - 手芸クラブ - 昔遊びクラブ - パソコンクラブ - 料理クラブ |

## 通学区域
宇都宮市
- 岩曽町の一部
- 岩本町
- 川俣町の一部
- 瓦谷町の一部
- 下川俣町の一部
- 関堀町
- 長岡町の一部
- 山本町
- 八幡台の一部
- 豊郷台1丁目 - 3丁目
- 富士見が丘1丁目 - 4丁目
- 山本1丁目の一部，山本2丁目

これらのうち、山本地区の児童は、バスで通学している。

## アクセス
- 宇都宮駅から関東自動車のバスで玉生・今里方面、「豊郷中央小前」バス停下車すぐ

## 卒業生
- 小堀空 - サッカー選手（栃木SC）[6]